# Shi Jinglin
Shi Jinglin (chinês simplificado: 史婧琳, pinyin: Shǐ Jìnglín; Nanquim, 3 de janeiro de 1993) é uma nadadora chinesa, medalhista olímpica.

## Carreira

### Rio 2016
Shi competiu nos Jogos Olímpicos de 2016 e conquistou a medalha de bronze nos 200 metros peito.